# Bob Gordon
Pour les articles homonymes, voir Gordon.
Bob Gordon, né le 11 juin 1928 à Saint-Louis dans le Missouri et mort le 28 août 1955 dans le comté de San Diego en Californie, est un saxophoniste baryton américain. Il est un représentant du jazz West Coast dans les années 1950.

## Biographie
Né à Saint-Louis, Bob Gordon joue à partir de 1946 dans les orchestres de Tony Sherock, Alvino Ray et Billy May.
En 1952, il est en Californie où il joue dans le sextet de John Kirby aux côtés de Jack Montrose. Il participe à de très nombreux enregistrements de West Coast, comme sideman ou co-leader, avec Bob Enevoldsen, Herbie Harper, Bud Shank, Marty Paich, Harry Babasin, Joe Mondragon, Paul Moer, Shelly Manne, entre autres. Il n'enregistre qu'un seul album sous son nom.
Il décède sur la route de San Diego dans un accident de la route, alors qu'il se rendait à un concert pour lequel il avait un engagement avec Pete Rugolo.

## Discographie partielle

### Comme leader
- 1954, Meet Mr. Gordon, 25 cm, Pacific Jazz Records

### Comme sideman
- 1954 : Lennie Niehaus : Lennie Niehaus Vol. 1: The Quintets, 25 cm, Contemporary Records C-2513
- 1954 : Herbie Harper : Herbie Harper Quintet Featuring Bob Gordon, 25 cm, Nocturne Records 1
- 1954 : Chet Baker : Chet Baker Ensemble, 25 cm, Pacific Jazz Records PJLP-9
- 1955 : Maynard Ferguson : Maynard Ferguson Octet, LP, EmArcy MG 36021
- 1955 : Dave Pell : Dave Pell Octet : Jazz & Romantic Places, LP, Atlantic 1216
- 1956 : Jack Montrose : Arranged, Played, Composed by Jack Montrose with Bob Gordon, LP, Atlantic Records AT-1223
- 1956 : Maynard Ferguson : Dimensions, LP, EmArcy MG 36044

## Sources
- Courte biographie sur le site Allmusic.com
- Alain Tercinet, 1986, West Coast Jazz, collection Epistrophy,  Editions Parenthèses, Marseille.